# أنا أولارو
أنا أولارو (بالإنجليزية: Ana Ularu) هي ممثلة رومانية، ولدت في 26 يونيو 1985 ببوخارست في رومانيا. بدأت مشوارها المهني سنة 1995.

## أعمال

### أفلام
- (2014) سيرينا
- (2016) جحيم[4]
- (2018) سيبيريا

## وصلات خارجية
- أنا أولارو على موقع IMDb (الإنجليزية)
- أنا أولارو على موقع قاعدة بيانات الأفلام العربية
- أنا أولارو على موقع ألو سيني (الفرنسية)
- أنا أولارو على موقع أول موفي (الإنجليزية)
- أنا أولارو على موقع قاعدة بيانات الأفلام السويدية (السويدية)
- أنا أولارو على موقع قاعدة بيانات الفيلم (الإنجليزية)
- أنا أولارو على موقع كينوبويسك (الروسية)